# Knecht (beroep)
Een knecht (vrouwelijke term: meid) is iemand die als beroep hulptaken uitoefent die ter ondersteuning dienen van een hoofdtaak.
Voorbeelden van knechten zijn de boerenknecht, stalknecht of paardenknecht. Deze knechten, waarvan er soms meerderen op een boerderij werkzaam waren, waren in het algemeen intern bij de boer gehuisvest. Vaak hadden ze een werkpaard te verzorgen. Deze dieren moesten zeer vroeg in de ochtend gevoederd worden waarna het enkele uren duurde voordat het paard bij werkzaamheden kon ingezet worden. Daar ze intern waren konden ze niet gehuwd zijn. Als een knecht trouwde kon hij zijn werkzaamheden niet meer verrichten en werd hij ontslagen, maar soms kon hij als landarbeider bij dezelfde boer aan de slag. Een enkele maal nam een bekwame knecht de boerderij van zijn baas over, als er geen opvolger voor deze was.
Andere knechten waren de bakkersknecht, de slagersknecht enzovoort. Deze mensen voerden eveneens hulptaken uit, dienden soms als loopjongen, maar vaak ook leerden ze gaandeweg het vak, dus waren het eigenlijk leerjongens. Bekend is in dit verband ook de molenaarsknecht, die zozeer tot de verbeelding spreekt dat hij optreedt in menig sprookje.

## Negatieve betekenis
Soms werd het woord knecht, evenals het woord loopjongen als pejoratief gebezigd. Een knecht werd immers als iemand van een lagere stand beschouwd. Dit is de reden waarom het woord niet zo vaak meer in positieve zin wordt gebezigd. Men spreekt liever van assistent.
In tal van gezegden komt het woord in negatieve zin voor. Bij knechting denkt men vaak aan slavernij, hoewel een knecht gewoon in loondienst was.
In de zin: niemands meester niemands knecht ligt de trots besloten van een eenvoudig mens die zich desondanks niet laat knechten maar evenmin bereid is om anderen te onderdrukken.

## Varia
- In de wielersport is de term wielerknecht gebruikelijk voor de mindere renners die het werk voor hun kopman opknappen.
- Een stommeknecht is een bijzettafeltje.
- Een laarzenknecht is een hulpwerktuig voor het uittrekken van knellend schoeisel.